# Kreisgericht Bunzlau
Das Kreisgericht Bunzlau war ein preußisches Kreisgericht in der damaligen Provinz Schlesien mit Sitz in der Stadt Bunzlau.

## Geschichte
In Bezirk des Kreisgerichts Bunzlau bestanden bis 1849 das königliche Stadtgericht Bunzlau sowie viele Patrimonialgerichte.
1849 wurden in Preußen einheitlich Kreisgerichte geschaffen. Hierbei wurde die Patrimonialgerichtsbarkeit abgeschafft und die Patrimonialgerichte wurden aufgehoben. Auch die eingangs genannten Gerichte wurden aufgehoben und es entstand das Königliche Kreisgericht Bunzlau im Sprengel des Appellationsgerichts Glogau. Es war für den Landkreis Glogau zuständig.
Das zuständige Schwurgericht war das Kreisgericht Liegnitz. Am Gericht waren 1870 ein Direktor und neun Kreisrichter eingesetzt. 1870 betrug die Zahl der Gerichtseingesessenen 58.947. Eine Gerichtskommission bestand in Naumburg am Queis. Gerichtstage wurden in Greulich, Klitschdorf und Waldau gehalten.
Im Rahmen der Reichsjustizgesetze wurde das Gerichtswesen in Deutschland 1879 vereinheitlicht. Damit wurde das Kreisgericht Bunzlau aufgehoben und das königlich preußische Amtsgericht Bunzlau mit Wirkung zum 1. Oktober 1879 als eines von acht Amtsgerichten im Bezirk des Landgerichtes Liegnitz als Nachfolger gebildet. Auch die Gerichtskommission wurde in ein Amtsgericht (Amtsgericht Naumburg am Queis) umgewandelt.